# Ladislav Heger
Ladislav Heger (3. února 1902 Nyklovice – 18. ledna 1975 Praha) byl český překladatel z germánských jazyků, především z němčiny, nizozemštiny, dánštiny a islandštiny.

## Dílo

### Překlady
- Z dánštiny
  - Martin A. Hansen: Šťastný Kryštof (1948)
  - Johannes Brondsted: Vikingové (1967)
  - Martin A. Hansen: Jonatanova cesta (1967)

- Z němčiny
  - Adalbert Stifter: Z kroniky našeho rodu (1959)
  - Adalbert Stifter: Paměti mého pradědečka (2002)

- Z nizozemštiny
  - Fred Germonprez: Korzár Jan Bart (1959)

- Z dánštiny, norštiny, švédštiny, islandštiny a faerštiny
  - Severské balady (2000)

- Z islandštiny
  - Sága o Grettim (1957)
  - Sága o svatém Olavu (1967)
  - Staroislandské ságy (1965)